# Gevlekte poorwill
De gevlekte poorwill (Nyctiphrynus ocellatus) is een vogel uit de familie Caprimulgidae (nachtzwaluwen).

## Verspreiding en leefgebied
Deze soort komt wijdverspreid voor in Zuid-Amerika en telt twee ondersoorten:
- N. o. lautus: van oostelijk Honduras tot noordwestelijk Costa Rica.
- N. o. ocellatus: van Colombia tot Peru, oostelijk Brazilië en noordoostelijk Argentinië.